# Buffalo Stampede
Die Buffalo Stampede waren ein US-amerikanisches Inlinehockeyfranchise aus Buffalo im Bundesstaat New York. Es existierte von 1994 bis 1995 und nahm an zwei Spielzeiten der professionellen Inlinehockeyliga Roller Hockey International teil. Die Heimspiele des Teams wurden im Buffalo Memorial Auditorium ausgetragen. Die Buffalo Stampede gewannen im Jahr 1994 den Murphy Cup.

## Geschichte
Die Buffalo Stampede wurden 1994 im Zuge der Expansion der Roller Hockey International gegründet. In ihrer Premierensaison gewannen die Stampede mit Cheftrainer Chris McSorley in den Playoffs gegen die New Jersey Rockin’ Rollers, Montreal Roadrunners und Minnesota Arctic Blast; im Murphy-Cup-Finale setzten sie sich schließlich gegen die Portland Rage durch und gewannen somit die gleichnamige Trophäe. In der Saison 1995 wurde das Team von Spielertrainer John Vecchiarelli trainiert und verpasste die Qualifikation für die Playoffs.
Die Stampede verzeichneten in ihrer ersten Saison einen überdurchschnittlichen Zuschauerzuspruch. Im Durchschnitt besuchten im ersten Spieljahr 6393 Personen die Spiele, im Folgejahr musste jedoch ein deutlicher Rückgang der Zuschauerzahlen hingenommen werden. Vergleichsweise wenige 3131 Besucher wollten sich die Spiele anschauen.
Die Teamfarben waren Schwarz, Rot, Marlinblau und Lila.

## Erfolge
- Murphy Cup: 1994

## Saisonstatistik
Abkürzungen: Sp = Spiele, S = Siege, N = Niederlagen, U = Unentschieden, Pkt = Punkte, T = Erzielte Tore, GT = Gegentore
| Saison | Sp | S  | N  | U | Pkt | T   | GT  | Platz        | Playoffs |
| 1994   | 22 | 15 | 3  | 4 | 34  | 196 | 159 | 1., Atlantic | Sieg im Conference-Viertelfinale, 2:0 (New Jersey) Sieg im Conference-Halbfinale, 2:0 (Montreal) Sieg im Conference-Finale, 2:1 (Minnesota) Sieg im Murphy-Cup-Finale, 2:0 (Portland) |
| 1995   | 23 | 10 | 13 | 0 | 20  | 169 | 178 | 5., Central  | nicht qualifiziert |

## Bekannte Spieler
- Paul Beraldo
- Fred Carroll
- Jason Cirone
- Pat Curcio
- Lou Franceschetti
- Alex Hicks
- Dale Reinig
- Len Soccio
- John Vecchiarelli
- Nick Vitucci